# Cuatresia hunzikeriana
Cuatresia hunzikeriana är en potatisväxtart som först beskrevs av Benitez och M. Martinez, och fick sitt nu gällande namn av N. W. Sawyer. Cuatresia hunzikeriana ingår i släktet Cuatresia, och familjen potatisväxter. Inga underarter finns listade i Catalogue of Life.